# Culcairn Railway Station
Culcairn Railway Station är en järnvägsstation belägen i byn Culcairn i New South Wales i Australien. Järnvägsstationen betjänas av tågbolaget NSW Trainlink och ligger på banan mellan huvudstäderna Sydney och Melbourne. Stationen, som ligger 596,82 km från Sydney C, öppnades den 1 september 1880. Stationsbyggnaden är av trä, och stationens före detta andra plattform har rivits. Culcairn Railway Station är med på delstaten New South Wales kulturskyddsregister State Heritage Register.